# Азизи, Алиреза
Алиреза Азизи (перс. علیرضا عزیزی‎; 12 января 1950, Абадан, Хузестан — 7 августа 2021, Тегеран) — иранский футболист, полузащитник.

## Карьера

### Клубная карьера
Во взрослом футболе дебютировал в 1972 году в составе клуба «Хома», в котором провёл три сезона.
В 1975 году присоединился к команде клуба «Персеполис», где играл на протяжении следующих четырёх сезонов своей игровой карьеры. В составе команды в сезоне 1975/76 завоевал титул чемпиона Ирана.
Завершил карьеру футболиста в 1979 году в клубе «Бэнк Мелли».

### Карьера в сборной
В 1972 году дебютировал в официальных матчах в составе национальной сборной Ирана. В том же году принимал участие на футбольном турнире летних Олимпийских игр, а в 1976 году вместе с командой завоевал золотую медаль на домашнем Кубке Азии. Также выступал на футбольном турнире летних Олимпийский игр в Монреале.
Всего в составе сборной принял участие в девяти матчах, забив два гола.

### Смерть
Скончался 7 августа 2021 года в Тегеране в возрасте 71 года.

## Достижения
«Персеполис»
- Чемпион Ирана: 1975/76